# About You Now (EP)
About You Now é o primeiro EP da atriz, cantora e compositora estadunidense, Miranda Cosgrove. Lançado oficialmente em 3 de Fevereiro de 2009 pela gravadora Columbia Records. O primeiro e único single, faixa-título do álbum: "About You Now" foi lançado em 5 de Fevereiro de 2009, dois dias depois do lançamento do disco. A canção alcaçou a 47ª posição na Billboard Hot 100 e 79ª na UK Singles Chart se tornando o maior hit de Cosgrove. A canção junto com "Stay My Baby" ganharam uma versão remix.

## Faixas
| N.º | Título                         | Compositor(es)                                            | Duração |  |
| 1.  | "About You Now"                | Miranda Cosgrove, Kesha, Pebe Sebert                      | 3:10    |  |
| 2.  | "FYI"                          | Miranda Cosgrove                                          | 3:01    |  |
| 3.  | "Party Girl"                   | Miranda Cosgrove                                          | 3:11    |  |
| 4.  | "Stay My Baby (Spider Remix)"  | Miranda Cosgrove, Max Martin, Tommy Tysper, Savan Kotecha | 2:59    |  |
| 5.  | "About You Now (Spider Remix)" | Miranda Cosgrove, Kesha, Pebe Sebert                      | 3:24    |  |

### Singles
- "About You Now": primeiro single do extended play e único trabalho lançado por ele. A canção alcançou a posição quarenta e sete na Billboard Hot 100, nos Estados Unidos, e setenta e nove no UK Singles Chart, no Reino Unido. A canção foi apresentada pela primeira vez no Macy's Thanksgiving Day Parade,[5] além do Nickelodeon Kids' Choice Awards 2009,[6] sendo incluida também na trilha sonora iCarly, do seriado com mesmo nome protagonizado por Miranda Cosgrove.

## Histórico de lançamento
| País           | Data                    | Formato          | Gravadora        |
| -------------- | ----------------------- | ---------------- | ---------------- |
| Estados Unidos | 3 de fevereiro de 2009  | download digital | Columbia Records |
| Canadá         | 3 de fevereiro de 2009  | download digital | Columbia Records |
| União Europeia | 20 de fevereiro de 2009 | download digital | Columbia Records |